# يو إف سي ليلة القتال: مايا ضد أسكرين
يو إف سي ليلة القتال: مايا ضد أسكرين (بالإنجليزية: UFC Fight Night: Maia vs. Askren)‏ هو حدث لفنون القتال المختلطة نظمته يو إف سي، أُقيم في 26 أكتوبر 2019، على ملعب سنغافورة الداخلي في كالانغ، سنغافورة.